# Mlýnice (Červená Voda)
Mlýnice (německy Lenzdorf) je malá vesnice, část obce Červená Voda v okrese Ústí nad Orlicí. Nachází se asi tři kilometry jižně od Červené Vody. Mlýnice leží v katastrálním území Mlýnice u Červené Vody o rozloze 1,31 km².

## Historie
První písemná zmínka o vesnici pochází z roku 1584.
| Rok            | 1869 | 1880 | 1890 | 1900 | 1910 | 1921 | 1930 | 1950 | 1961 | 1970 | 1980 | 1991 | 2001 | 2011 | 2021 |
| -------------- | ---- | ---- | ---- | ---- | ---- | ---- | ---- | ---- | ---- | ---- | ---- | ---- | ---- | ---- | ---- |
| Počet obyvatel | 221  | 199  | 176  | 139  | 125  | 106  | 120  | 59   | 68   | 63   | 39   | 31   | 28   | 28   | 22   |

## Osobnosti
- Ignác Umlauf, český akademický malíř
- Jan Umlauf, český akademický malíř, bratr Ignáce Umlaufa